# حسين باشا (والي بغداد)
بودور حسين باشا أو پتور حسين باشا هو أحد ولاة الدولة العثمانية على بغداد حيث عين والياً عليها سنة 979 ه‍/1571م، خلفاً للوالي علي باشا الصوفي. انه من أهالي الهرسك، وقد تربى في البلاط العثماني وصار مير لواء، ثم صار أمير أمراء بودين، وفي سنة 979 ه‍، ولي بغداد. وفي سنة 981 ه‍/1573م، صار أمير أمراء مصر وتقلد مناصب أخرى، فكان خلفه على ولاية بغداد الوالي عبد الرحمن باشا.
توفي الوالي حسين باشا بعد سنة 1003ه‍/1594م، وكان في حكمه مائل للعدل، مبتعد عن الظلم، رافع للبدع وجامع الطرفين. وبنى جامعا في براجة.